# Avatar: Frontiers of Pandora
Avatar: Frontiers of Pandora је предстојећа акционо-авантуристичка игра с отвореним светом која се темељи на филмској серији Аватар. Игру је развио Massive Entertainment, а објавиће је Ubisoft за Microsoft Windows, PlayStation 5, Xbox Series X/S, Amazon Luna и Stadia током 2023. године.

## Радња
Играчи преузимају контролу над на’вима и крећу на путовање преко Западне границе, никада раније виђеног региона Пандоре, и морају да потисну снаге RDA, која жели да их угрози.